# Marta Moreno
Marta Moreno Remírez (Pamplona, 18 de diciembre de 1982), más conocida como Marta Moreno, es una exfutbolista española que jugaba en la posición de defensa en el Athletic Club en la Primera División de España.
Fue miembro de la selección española de fútbol.

## Títulos
Atlético de Bilbao
- Superliga Femenina: 2004–05, 2006–07

Lagunak
- Primera Nacional (segundo nivel): 2002-03.[4]